# مسرين (فلم)
مسرين هو فيلم جريمة فرنسي من إخراج جان فرانسوا ريشيت وتأليف عبد الرؤوف دفري وبطولة فينسنت كاسل، لوديفين سانيي، ميريام بوير وجيرارد ديبارديو.

## روابط خارجية
- مقالات تستعمل روابط فنية بلا صلة مع ويكي بيانات